# Octodesmus minutissimus
Octodesmus minutissimus är en skalbaggsart som beskrevs av Pierre Lesne 1932. Octodesmus minutissimus ingår i släktet Octodesmus och familjen kapuschongbaggar. Inga underarter finns listade i Catalogue of Life.